# Nibe Kommune
| Strukturdaten       | Strukturdaten   |
| ------------------- | --------------- |
| Sitz der Verwaltung | Nibe            |
| Fläche              | 185,45 km²      |
| Einwohner           | 8.173 (2004)    |
| Kommune seit 2007   | Aalborg Kommune |

Nibe Kommune war bis Dezember 2006 eine dänische Kommune im damaligen Nordjyllands Amt im Norden Jütlands. Seit Januar 2007 ist sie zusammen mit der “alten” Aalborg Kommune, der Hals Kommune und der Sejlflod Kommune Teil der neuen Aalborg Kommune.
Nibe Kommune entstand im Zuge der Verwaltungsreform von 1970 und umfasste folgende Sogn:
- Bislev Sogn
- Ejdrup Sogn
- Farstrup Sogn
- Lundby Sogn
- Nibe Sogn
- Sebber Sogn
- Store Ajstrup Sogn
- Vokslev Sogn
- Restrup Kapel Sogn